# Amphineurus recurvans
Amphineurus recurvans är en tvåvingeart som beskrevs av Alexander 1922. Amphineurus recurvans ingår i släktet Amphineurus och familjen småharkrankar. Inga underarter finns listade i Catalogue of Life.